# Giovanni Leoni
Giovanni Leoni (Roma, Italia, 21 de diciembre de 2006) es un futbolista italiano que juega como defensa en el Liverpool F. C. de la Premier League de Inglaterra.

## Trayectoria
Comenzó a jugar al fútbol en la Vigontina antes de trasferirse al A. S. Cittadella y posteriormente el Calcio Padova. Debutò el 19 de marzo de 2023 en la victoria ante el AlbinoLeffe por la Serie C. El 1 de febrero de 2024 fue cedido a la U. C. Sampdoria, en junio fue fichado permamente.
En agosto de 2024 firmó con el Parma Calcio 1913.

## Estadísticas

### Clubes
Actualizado al último partido disputado el 17 de mayo de 2025.
| Club                       | Div.          | Temporada     | Liga  | Liga  | Copas nacionales | Copas nacionales | Copas internacionales | Copas internacionales | Total | Total |
| Club                       | Div.          | Temporada     | Part. | Goles | Part.            | Goles            | Part.                 | Goles                 | Part. | Goles |
| -------------------------- | ------------- | ------------- | ----- | ----- | ---------------- | ---------------- | --------------------- | --------------------- | ----- | ----- |
| Calcio Padova · Italia     | 3.ª           | 2022-23       | 1     | 0     | 0                | 0                | —                     | —                     | 1     | 0     |
| Calcio Padova · Italia     | 3.ª           | 2023-24       | 0     | 0     | 3                | 0                | —                     | —                     | 3     | 0     |
| Calcio Padova · Italia     | Total club    | Total club    | 1     | 0     | 3                | 0                | 0                     | 0                     | 4     | 0     |
| U. C. Sampdoria · Italia   | 2.ª           | 2023-24       | 12    | 1     | 0                | 0                | —                     | —                     | 12    | 1     |
| U. C. Sampdoria · Italia   | Total club    | Total club    | 12    | 1     | 0                | 0                | 0                     | 0                     | 12    | 1     |
| Parma Calcio 1913 · Italia | 1.ª           | 2024-25       | 17    | 1     | 0                | 0                | —                     | —                     | 17    | 1     |
| Parma Calcio 1913 · Italia | Total club    | Total club    | 17    | 1     | 0                | 0                | 0                     | 0                     | 17    | 1     |
| Total carrera              | Total carrera | Total carrera | 30    | 2     | 3                | 0                | 0                     | 0                     | 33    | 2     |